# Emmishofen
Emmishofen war Kirchdorf und eine selbstständige Einheitsgemeinde im Kanton Thurgau in der Schweiz, bis sie 1928 nach der Eingemeindung ein Ortsteil der Einheitsgemeinde Kreuzlingen wurde.

## Geographie
Emmishofen liegt am nördlichen Hangfuss des Seerückens am Jakobsweg
und am Schnittpunkt der Hauptstrassen Schaffhausen–Rorschach und Konstanz–Frauenfeld. Mit der Eröffnung der Bahnstrecke Etzwilen–Konstanz erhielt Emmishofen den auf der Gemeindegrenze zu Kreuzlingen gelegenen Bahnhof Emmishofen, der seit der Eingemeindung den Namen Kreuzlingen trägt.

## Geschichte

Emmishofen, Konstanz und Wollmatingen von Süden im Jahr 1927

Der Ort wurde 1159 erstmals als Eminshoven erwähnt. Im Frühmittelalter gehörte Emmishofen als Bischofshöri dem Bischof von Konstanz. Ab 1500 zählte es zu den sogenannten Hohen Gerichten, die dem eidgenössischen Landvogt im Thurgau direkt unterstanden. Um 1700 kam das Niedergericht als Afterlehen an die Landschreiberfamilie von Reding, in deren Besitz es bis 1798 verblieb. 1816 trennte sich die Ortsgemeinde Emmishofen von der Munizipalgemeinde Tägerwilen ab und bildete eine eigenständige Munizipalgemeinde. 1870 wurden die Orts- und Munizipalgemeinde Emmishofen, die räumlich identisch waren, zur Einheitsgemeinde Emmishofen zusammengelegt, die sich 1928 mit der politischen Gemeinde Kreuzlingen vereinigte.
| Jahr      | 1850 | 1880 | 1900 | 1920 |
| Einwohner | 695  | 1153 | 1558 | 1646 |

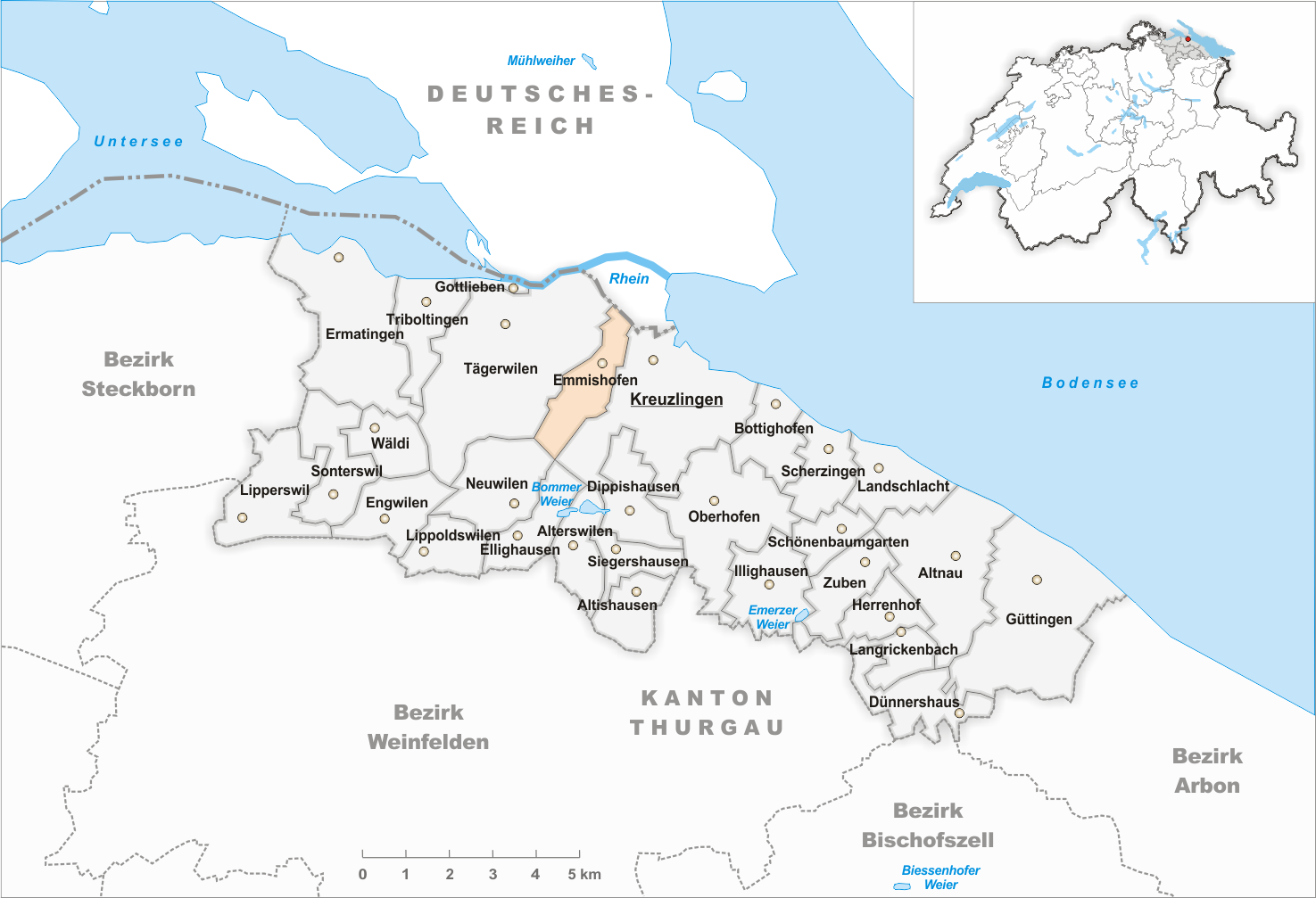
Gemeindestand vor der Fusion im Jahr 1928

Emmishofen und Bernrain lagen ursprünglich in der Konstanzer Pfarrei St. Stephan. Nach der Reformation kehrte Emmishofen 1548 zum alten Glauben zurück. Die katholische Kirchgemeinde Emmishofen entstand im 19. Jahrhundert schrittweise aus dem schweizerischen Teil der Pfarrei St. Stephan. 1803 erfolgte die Aufhebung des Stifts St. Stephan, 1818 die Auflösung des Filialverhältnisses und 1831 die Schaffung der katholischen Kirchgemeinde Emmishofen, der auch das Gebiet der evangelischen Kirchgemeinde Alterswilen – aber ohne Altishausen – zugeteilt wurde. Ab 1831 diente die Kapelle Bernrain als katholische Pfarrkirche, deren Aufgabe seit 1903 von der neuen katholischen Kirche St. Stephan übernommen wurde. 1930 wurde die katholische Kirchgemeinde Kreuzlingen-Emmishofen gebildet.
Im 19. Jahrhundert betrieben die Einwohner vor allem Acker- und Weinbau. Mit der Fabrik für Pyrotechnik 1840 und dem Aluminiumfolienwalzwerk Robert Viktor Nehers 1910 liessen sich erste Industrien in Emmishofen nieder.

## Sehenswürdigkeiten

### Burgen und Schlösser

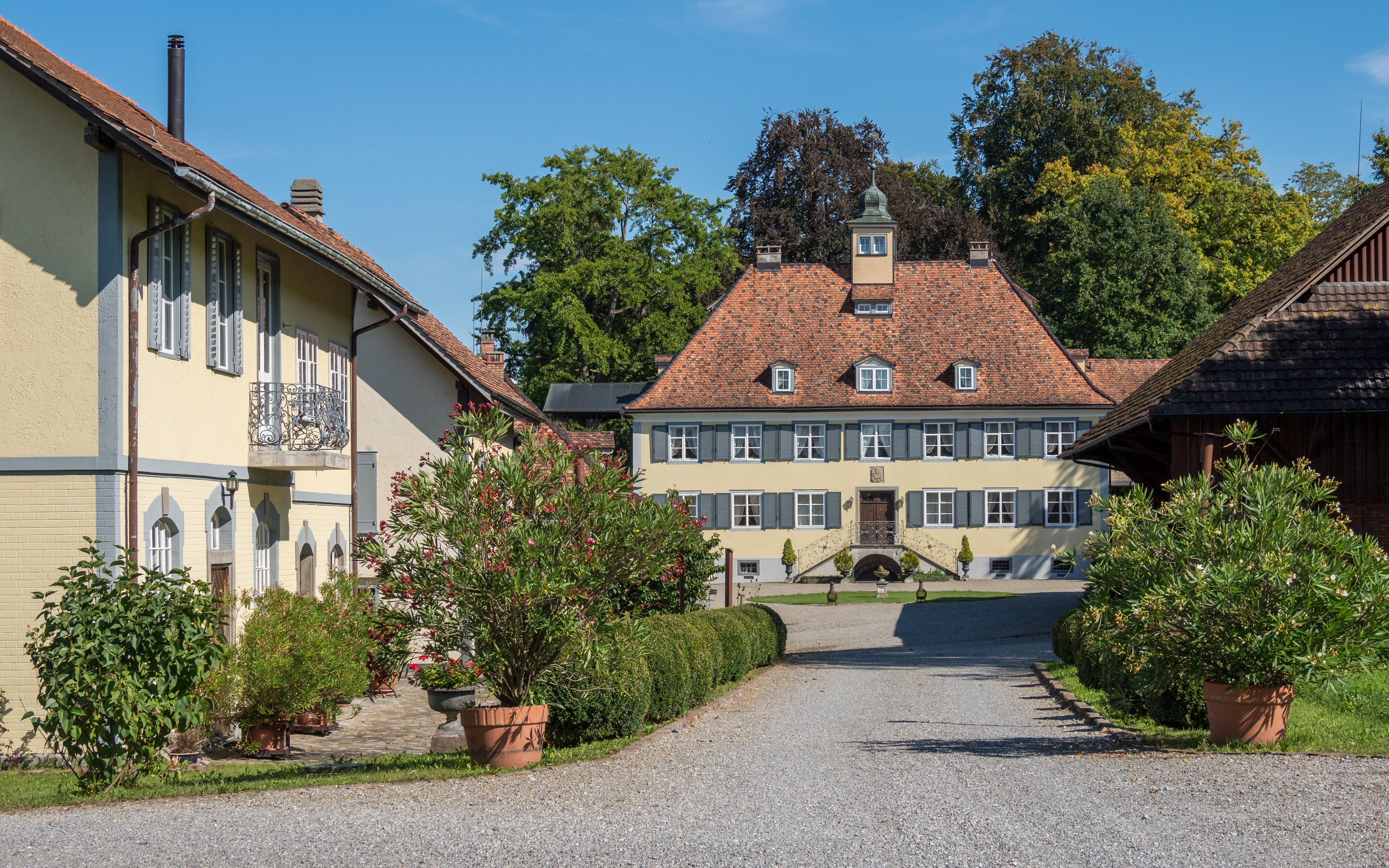
Schloss Girsberg

In Emmishofen finden sich die Schlösser Girsberg, Schloss Ebersberg (früher Ober-Girsberg) und Schloss Brunnegg (früher Unter-Girsberg), Schloss Bernegg sowie Irsee, das von 1842 bis 1847 Wohnsitz des deutschen revolutionären Publizisten Johann Georg August Wirth war. Das frühere Schlösschen Granegg wurde bei einem Brand 1891 zerstört. Oberhalb von Emmishofen finden sich auf dem Schlossbüel Reste eines Burgstalls.

### Kapelle Heiligkreuz in Bernrain
Die um 1388 am Jakobsweg erbaute Kapelle wurde in Verbindung mit der Sage eines Kreuzesfrevels im 15. Jahrhundert zum Wallfahrtsort.

### Pfarrkirche St. Stephan

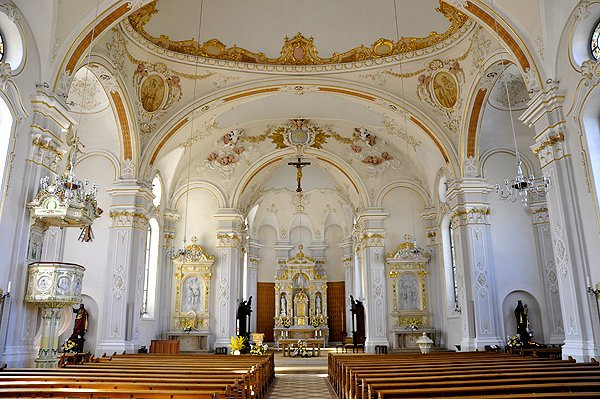
Innenraum der Pfarrkirche St. Stephan

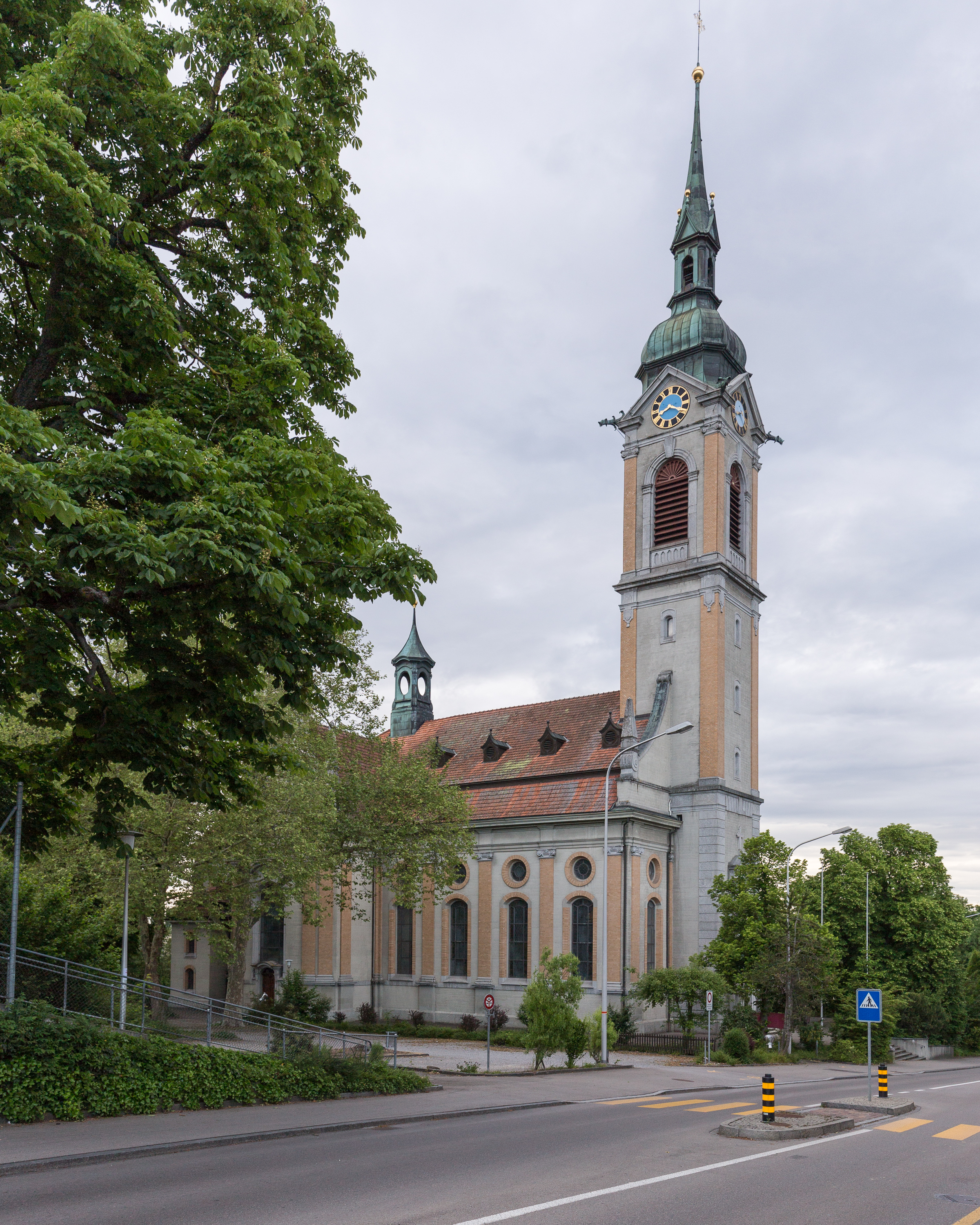
Kath. Kirche St. Stefan

Am 7. Juli 1903 wurde in Emmishofen eine eigene Kirche im neobarocken Stil geweiht und wie die Konstanzer Mutterpfarrei ebenfalls St. Stephan genannt. Architekt war Albert Rimli (1872–1954).

### Der Emmishofer Pilgerweg
Als Teil des Schwabenwegs wurde der Emmishofer Pilgerweg vermutlich seit dem 11. oder 12. Jahrhundert von süddeutschen Pilgern auf dem Weg nach Einsiedeln begangen. Nach Verlassen des Kreuzlinger Tors in Konstanz folgt der Weg dem Saubach, bis zum Schlösschen Irsee, von dort weiter bis zum Haus „Zum Englischen Gruss“ und zur Kirche St. Stephan. Von dieser geht es weiter den Seerücken hinauf Richtung Süden, am Schlösschen Bernegg vorbei bis zur Kapelle Bernrain, dann durch den Wald bis nach Schwaderloh, wo sich im Löwen die nächste Pilger-Herberge befand.

## Persönlichkeiten

### Persönlichkeiten, die in Emmishofen geboren sind
- Johann Ludwig Anderwert (1802–1876), Schweizer Politiker
- Walter Bissegger (1853–1915), Schweizer Politiker
- Julie Merz (1865–1934), Schweizer Journalistin, Frauenrechtlerin
- Wilhelm Blanke (1904–1944), deutscher Widerstandskämpfer und NS-Opfer

### Persönlichkeiten, die in Emmishofen gewirkt haben
- Robert Victor Neher (1886–1918), Schweizer Industrieller
- Friedel Grieder (1890–1980), Schweizer Künstlerin

## Bilder

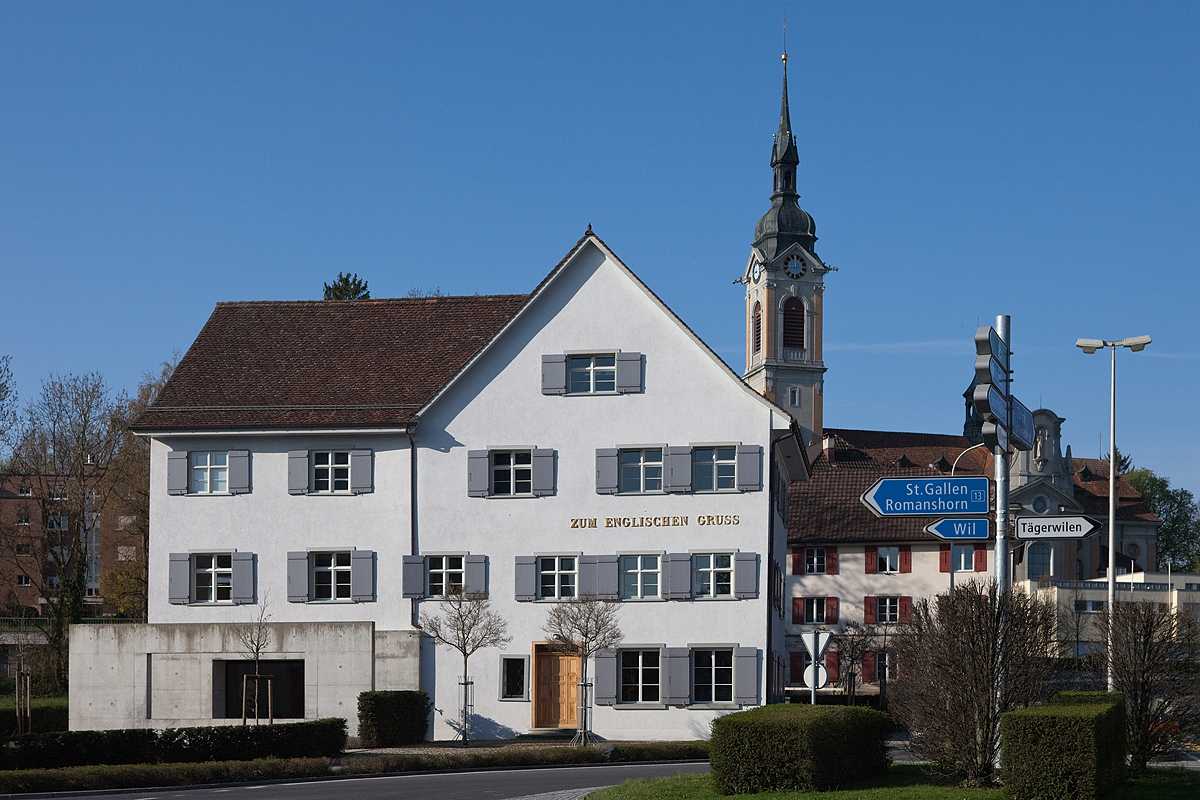
Ehemalige Pilgerherberge «Adler»
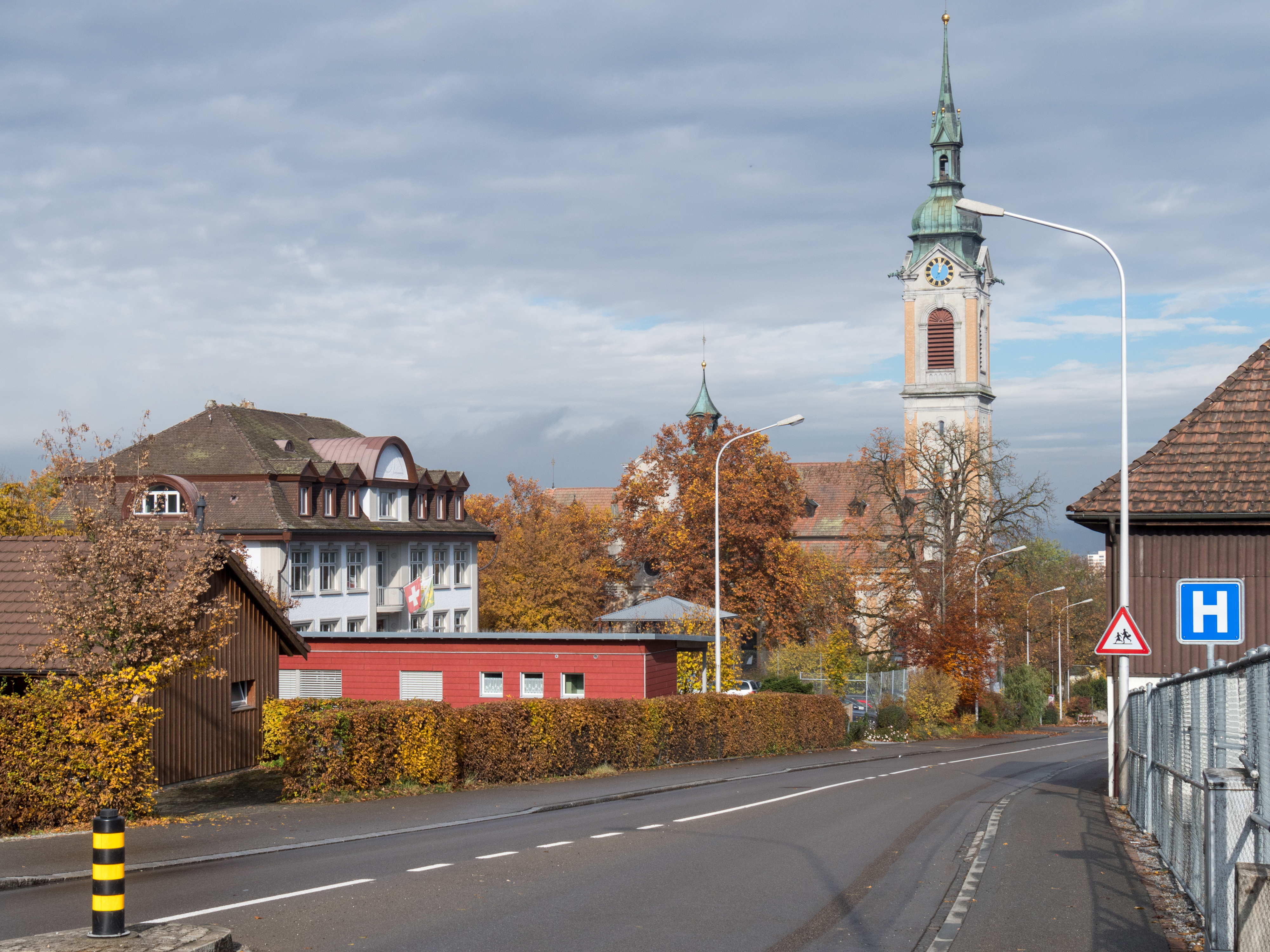
Schulhaus und Kirche
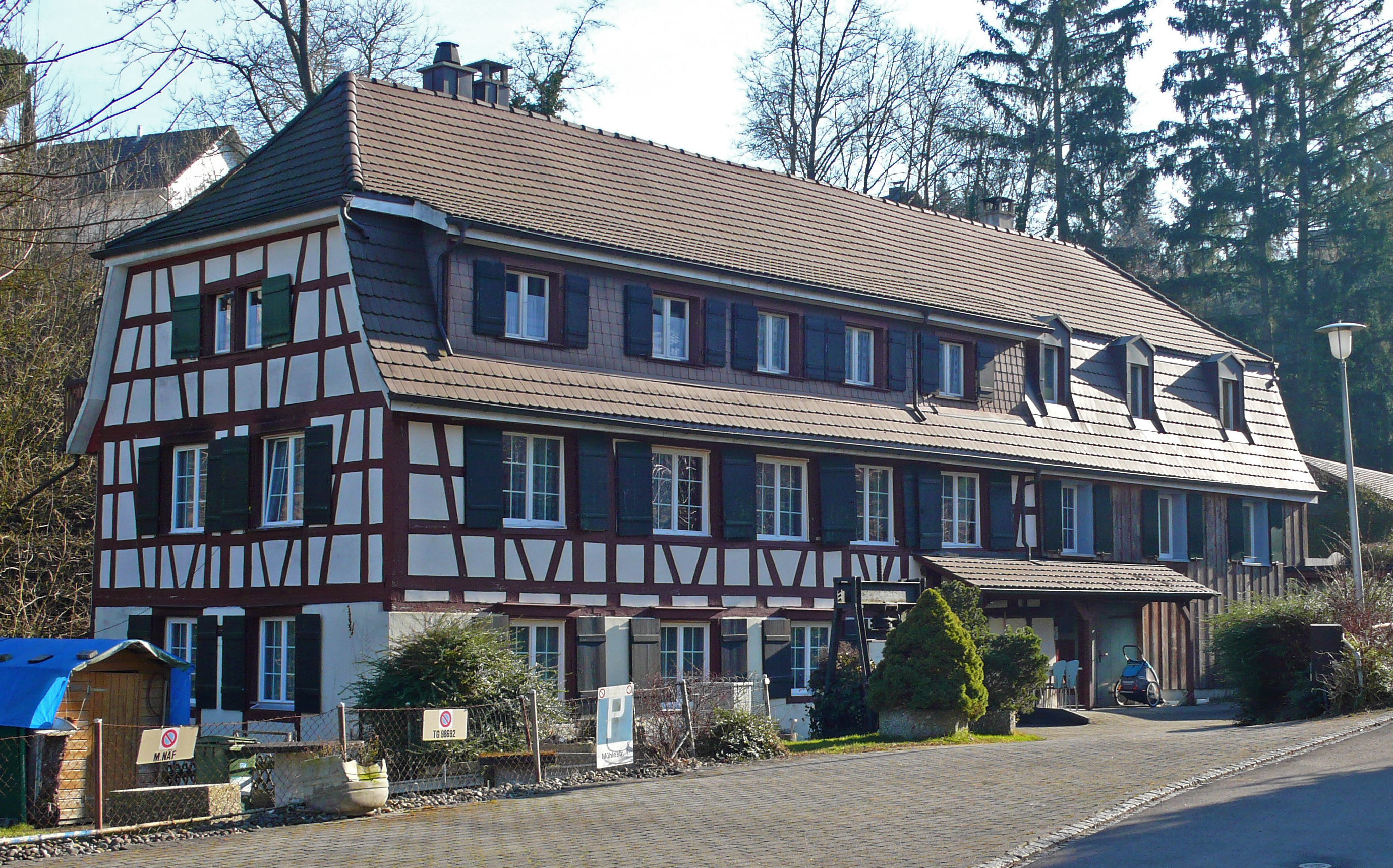
Riegelhaus an der Mühlestrasse
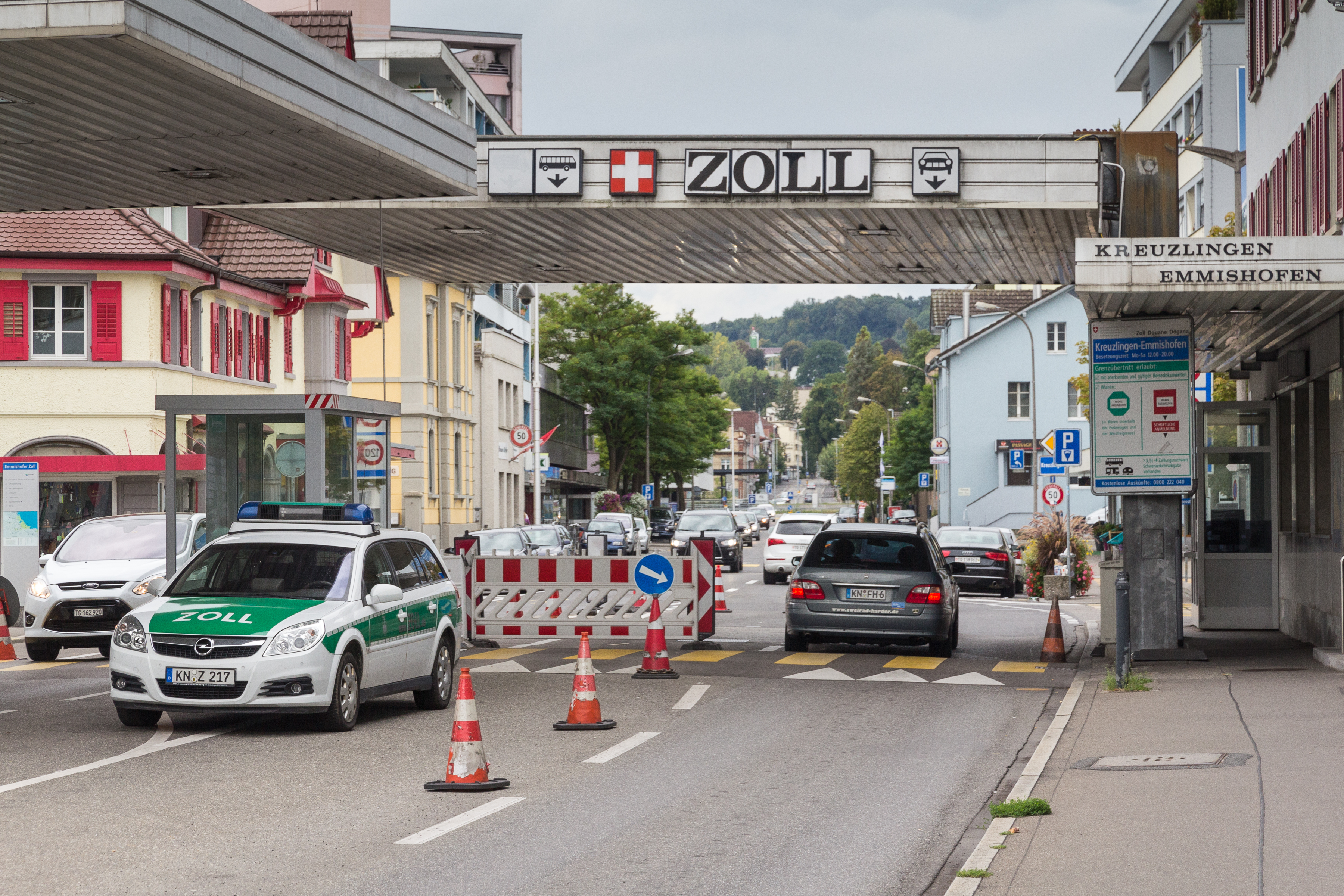
Emmishofer Zoll